# Le roi boit (Jordaens, Cassel)
Pour les autres tableaux de Jordaens sur le même sujet, voir Le Roi boit (Jordaens).
Le Roi boit (en allemand : Der König trinkt) ou La Fête des haricots (en allemand : Das Bohnenfest) est un tableau peint à l'huile par l'artiste flamand Jacob Jordaens entre environ 1635 et 1655. Il est conservé à la Gemäldegalerie Alte Meister de Cassel.

## Sujet
Le tableau représente la fête de l'Épiphanie, célébrée le 6 janvier, lors de laquelle la galette des rois est servie aux convives. Celui qui tombe sur la fève qu'elle contient est proclamé le roi des haricots et dirige les festivités. Les commensaux crient alors : « Le roi boit ! Vive le roi ! », d'où le nom du tableau.

## Historique
Le tableau a probablement été créé en quatre étapes et se compose de dix morceaux de toile. Le noyau, peint vers 1635, est le groupe de musiciens allant du joueur de flûte au centre à la vieille femme à droite (environ 115 × 155 cm).
Ensuite, une bande verticale a été ajoutée à gauche, fermée par le jeune homme assis en train de chanter.
Dans une troisième phase, des pièces ont été ajoutées en haut, à gauche et en bas. Ainsi, la demi-figure du chanteur a été dotée de jambes. Cette intervention se situe en 1637/38 : cette estimation est basé sur l'âge de la jeune femme centrale, qui est la fille de vingt ans de Jordaens. Il a probablement procédé à des repentirs dans cette phase pour transformer l'ensemble en une fête des Rois Mages.
La forme finale a probablement été obtenue dans les années 1650, avec l'ajout d'une bande sur la gauche, où sont représentés deux couples amoureux.

## Sur le même sujet
Jordaens a créé plusieurs versions du tableau.

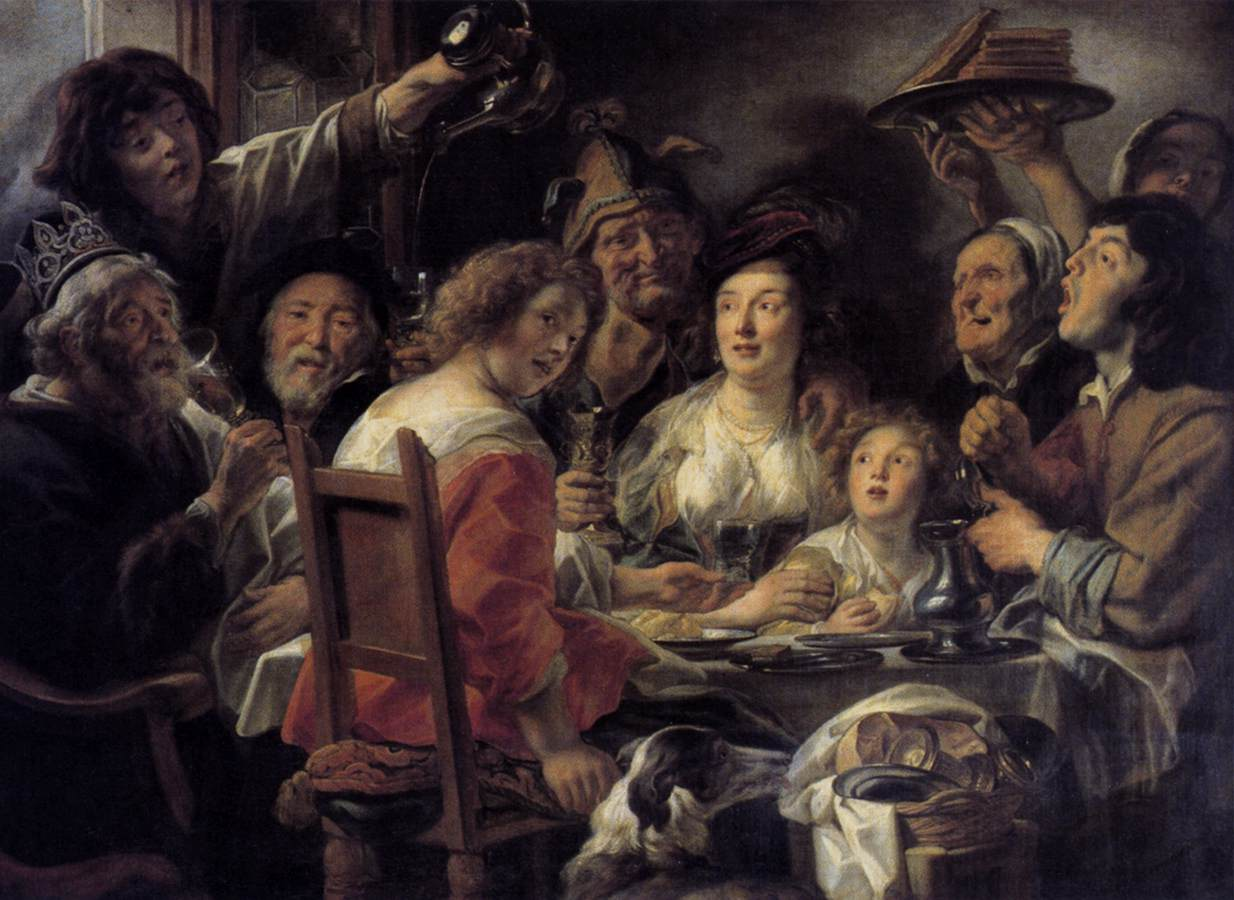
Version du Louvre
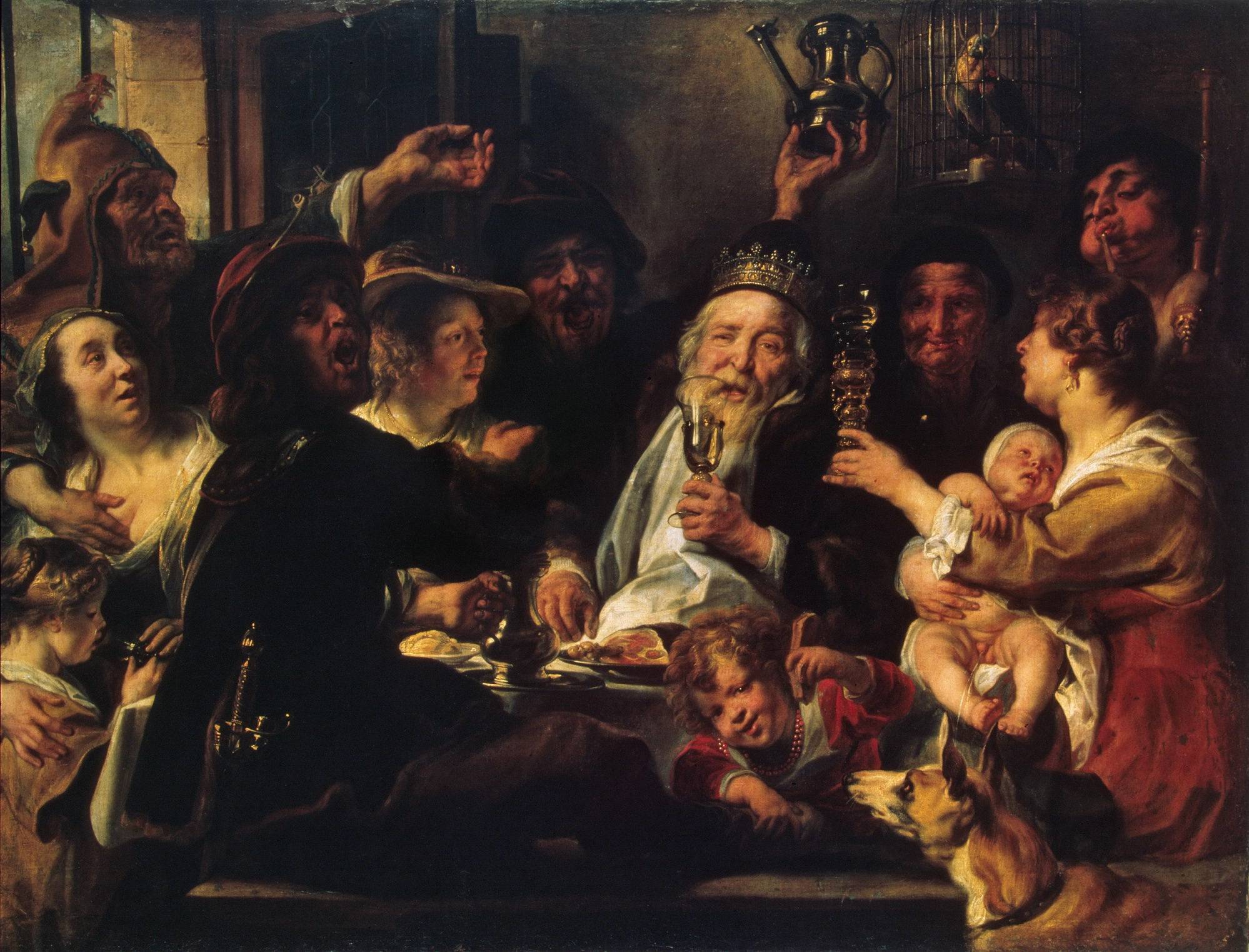
Version du musée de l'Ermitage
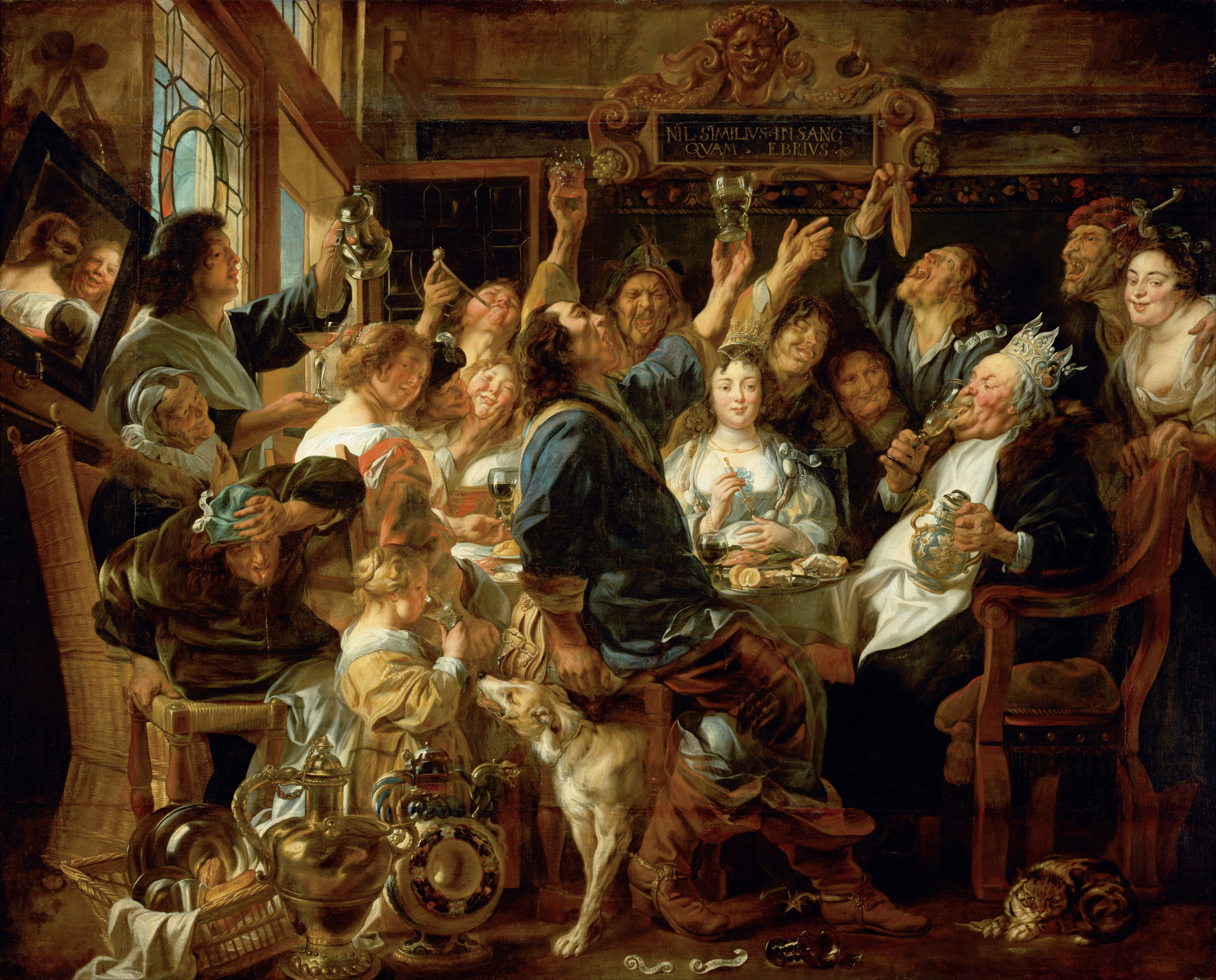
Version du musée d'Histoire de l'art de Vienne
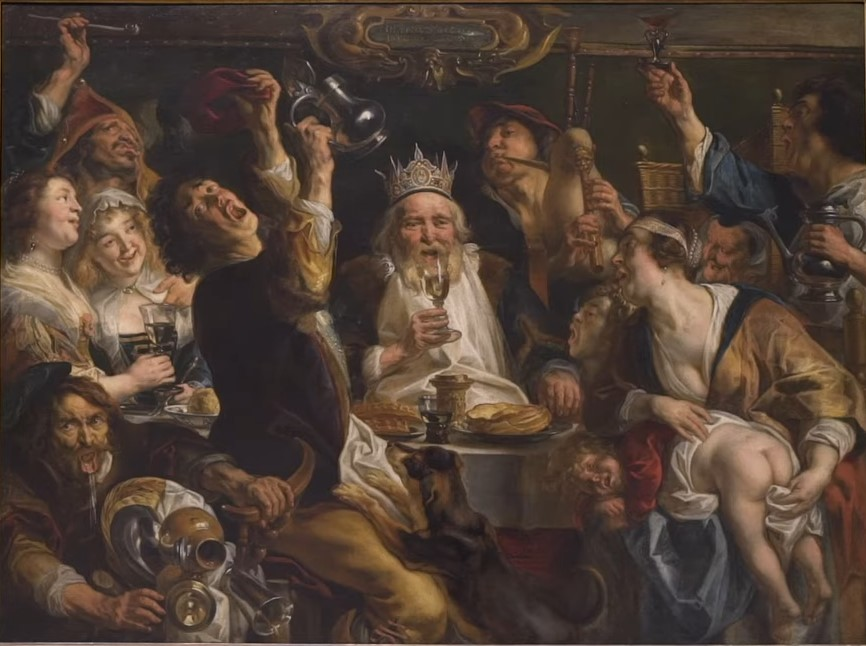
Version des musées royaux des beaux-arts de Belgique